# Liste der Baudenkmäler in Nals
Die Liste der Baudenkmäler in Nals (italienisch Nalles) enthält die 16 als Baudenkmäler ausgewiesenen Objekte auf dem Gebiet der Gemeinde Nals in Südtirol.
Basis ist das im Internet einsehbare offizielle Verzeichnis der Baudenkmäler in Südtirol. Dabei kann es sich beispielsweise um Sakralbauten, Wohnhäuser, Bauernhöfe und Adelsansitze handeln. Die Reihenfolge in dieser Liste orientiert sich an der Bezeichnung, alternativ ist sie auch nach der Adresse oder dem Datum der Unterschutzstellung sortierbar.

## Liste
| Foto |                 | Bezeichnung                                   | Standort                                             | Eintragung                   | Beschreibung                  | Metadaten                                   |
| ---- | --------------- | --------------------------------------------- | ---------------------------------------------------- | ---------------------------- | ----------------------------- | ------------------------------------------- |
| ja   | Datei hochladen | Alter Widum ID: 16192                         | 46° 32′ 26″ N, 11° 12′ 12″ O                         | 20. Feb. 1981 (BLR-LAB 919)  | Widum/Kanonikerhaus           | KG: Nals Bauparzelle: 59/1                  |
| ja   | Datei hochladen | Ehemaliger Gasthof Sonne ID: 50173            | 46° 32′ 28″ N, 11° 12′ 15″ O                         | 25. Aug. 2003 (BLR-LAB 2878) | Gasthaus                      | KG: Nals Bauparzelle: 55/4                  |
| ja   | Datei hochladen | Gasser ID: 16196                              | Andreas-Hofer-Straße 26 46° 32′ 24″ N, 11° 12′ 16″ O | 14. Dez. 1950 (MD)           | Ländliches Wohnhaus/Bauernhof | KG: Nals Bauparzelle: 79/1, 79/2            |
| ja   | Datei hochladen | Grieser ID: 16189                             | 46° 32′ 39″ N, 11° 12′ 52″ O                         | 20. Feb. 1981 (BLR-LAB 919)  | Ländliches Wohnhaus/Bauernhof | KG: Nals Bauparzelle: 4                     |
| ja   | Datei hochladen | Großpuiten ID: 16197                          | 46° 32′ 24″ N, 11° 12′ 18″ O                         | 20. Feb. 1981 (BLR-LAB 919)  | Ländliches Wohnhaus/Bauernhof | KG: Nals Bauparzelle: 88/1                  |
| ja   | Datei hochladen | Herz-Jesu-Kirche in Sirmian ID: 16199         | 46° 32′ 11″ N, 11° 11′ 36″ O                         | 20. Feb. 1981 (BLR-LAB 919)  | Kirche                        | KG: Nals Bauparzelle: 303                   |
| ja   | Datei hochladen | Kirchhof ID: 16194                            | 46° 32′ 21″ N, 11° 12′ 11″ O                         | 14. Dez. 1950 (MD)           | Ländliches Wohnhaus/Bauernhof | KG: Nals Bauparzelle: 71/1, 71/2, 71/3      |
| ja   | Datei hochladen | Payrsberg ID: 16200                           | 46° 32′ 9″ N, 11° 11′ 54″ O                          | 20. Feb. 1981 (BLR-LAB 919)  | Burg/Schloss                  | KG: Nals Bauparzelle: 305                   |
| ja   | Datei hochladen | Pfarrkirche St. Ulrich mit Friedhof ID: 16195 | 46° 32′ 21″ N, 11° 12′ 13″ O                         | 20. Feb. 1981 (BLR-LAB 919)  | Kirche                        | KG: Nals Bauparzelle: 73 Grundparzelle: 831 |
| ja   | Datei hochladen | Rosengarten ID: 16190                         | 46° 32′ 43″ N, 11° 12′ 13″ O                         | 14. Dez. 1950 (MD)           | Ländliches Wohnhaus/Bauernhof | KG: Nals Bauparzelle: 10, 11, 679           |
| ja   | Datei hochladen | Schönhaus ID: 16191                           | 46° 32′ 41″ N, 11° 11′ 59″ O                         | 7. Juni 1951 (MD)            | Ansitz                        | KG: Nals Bauparzelle: 26, 569               |
| ja   | Datei hochladen | Schulhaus ID: 16198                           | 46° 32′ 23″ N, 11° 12′ 14″ O                         | 20. Feb. 1981 (BLR-LAB 919)  | Schule                        | KG: Nals Bauparzelle: 114                   |
| ja   | Datei hochladen | Schwanburg ID: 16193                          | 46° 32′ 16″ N, 11° 12′ 5″ O                          | 14. Dez. 1950 (MD)           | Ansitz                        | KG: Nals Bauparzelle: 66                    |
| ja   | Datei hochladen | St. Apollonia in Obersirmian ID: 16201        | 46° 31′ 48″ N, 11° 11′ 11″ O                         | 20. Feb. 1981 (BLR-LAB 919)  | Kirche                        | KG: Nals Bauparzelle: 310                   |
| ja   | Datei hochladen | Turm beim Rainer ID: 16202                    | 46° 31′ 36″ N, 11° 11′ 10″ O                         | 20. Feb. 1981 (BLR-LAB 919)  | Ländliches Wohnhaus/Bauernhof | KG: Nals Bauparzelle: 312                   |
| ja   | Datei hochladen | Vigiliushof ID: 16188                         | 46° 32′ 45″ N, 11° 12′ 56″ O                         | 20. Feb. 1981 (BLR-LAB 919)  | Wohnhaus                      | KG: Nals Bauparzelle: 2                     |

Falls bei einem Baudenkmal keine Koordinaten bekannt sind, werden ersatzweise die Katasterdaten zum Zeitpunkt der Unterschutzstellung angegeben. Diese sind weder offiziell noch zwingend aktuell.
Die vom Landesdenkmalamt übernommenen Adressen können veraltet sein.
| Foto:   | Fotografie des Denkmals. Klicken des Fotos erzeugt eine vergrößerte Ansicht. Daneben finden sich zwei Symbole: |
| ID      | Identifikator beim Südtiroler Landesdenkmalamt                                                                 |
| KG      | Katastralgemeinde                                                                                              |
| MD      | Ministerialdekret                                                                                              |
| BLR-LAB | Beschluss der Landesregierung – Landesausschussbeschluss                                                       |